# Jean Gaumy
Jean Gaumy (Royan, 28 de agosto de 1948) es un fotógrafo francés, miembro de la agencia Magnum, « pintor oficial de la Marina » y miembro de la Academia de Bellas Artes de Francia.

## Biografía
Nació en el barrio de Pontaillac, en Royan; realizó sus estudios primarios y secundarios en Toulouse y Aurillac, entre 1969 y 1972 cursó sus estudios universitarios de Letras en Ruan durante las cuales colaboró como redactor y fotógrafo con el periódico regional Paris Normandie para pagar sus estudios. Después de una breve presencia en la agencia Viva, a instancias de Raymond Depardon entró en la agencia francesa Gamma en 1973. En la misma época, se casó con su mujer Michelle, con quien tuvo una hija en 1975.
En 1975, inició dos reportajes con un planteamiento a largo plazo sobre temas que no se habían tratado antes en Francia. El primero, titulado El Hospital, lo publicó en 1976; el segundo, titulado Los Encarcelados, lo realizó desde 1976 en las prisiones francesas y fue publicado en 1983. Ingresó en la agencia Magnum en 1977 después haber destacado para Marc Riboud y Bruno Barbey en los Encuentros de Arlés de 1976.
En 1984 realizó su primera película, titulada La Boucane, que candidata en 1986 al premio César al mejor documental. Después realizó otras películas. Entre 1986 y 1998 realizó un ciclo de reportajes embarcándose en invierno en arrastreros y que dio lugar en 2001 al libro Pleno Mar (Pleine Mer). Su primer viaje a Irán se desarrolló durante la guerra con Irak en 1986, donde volvió en 1997. En 1987 realizó la película Jean-Jacques, para la que estuvo dos años siguiendo la crónica de la villa de Octeville-sur-Mer; en la película miraba la ciudad a través de los ojos de Jean-Jacques, que estaba considerado como el «idiota del pueblo». En 1994, realizó su tercera película: Marcel, trataba sobre un sacerdote que vivió varios años en Raulhac, que es un pequeño pueblo en el departamento de Cantal en la región de Auvernia.
Recibió el premio Nadar en los años 2002 y 2010. En 2005 se dedicó al rodaje de la película Submarino por lo que estuvo cuatro meses sumergido durante una misión a bordo de un submarino nuclear de ataque. Fue nombrado oficialmente Pintor de la Marina en 2008. Vive en Fécamp, en la Alta Normandía, desde 1995.
Ha realizado sus trabajos fotográficos en Europa, Estados Unidos, África (Kenia en 1977, África del Norte en 1975 y 1977, Gabónen 1982, Mozambique en 1983, Sierra Leona en 1982 y 1984, Togo en 1988, Burundi en 1996), Oriente Medio (Siria, Líbano en 1974, Israel en 1978, Irán en 1986 y 1997, Irak en 1996), América Central (Honduras, Salvador, Nicaragua en 1985, México en 1985, Guayana Francesa en 1989, Perú en 2002) y en Asia (Bangladés en 1978, Pakistán e Indonesia en 1980, Malasia en 1991 y 1997, Japón en 1998, Laos en 1998, Kirguistán en 2000); en el Ártico (Groenlandia en 2008) y en Ucrania, Chernóbil en 2008 y 2009.

## Publicaciones
- El Hospital, ediciones Contrejour, París, 1976.
- Los Encarcelados, (con La Utopía penitenciaria, de Yann Lardeau), ediciones de la Estrella, París, 1983.  (ISBN 2866420098)[2]
- El Puente de Normandía, (textos de Bertrand Deroubaix, préf. Didier Decoin), Le Cherche midi, París, 1994.  (ISBN 2862743348)
- El libro de las tormentas, A bordo de la Abeja Flandes, (texto de Hervé Hamon), ediciones de Seuil, París, 2001.
- Pleine mer, La Martinière, París, 2001.
- Días de fret, (en colaboración con Harry Gruyaert), ediciones Textuel, París, 2002.
- Tour Granite, con Eric Reinhardt y Harry Gruyaert, ediciones Xavier Barral, París, 2009
- Eurotunnel : 24 horas bajo el canal de la Mancha, con Jacques Gounon, John Keefe, Verlhac Ediciones, 2009
- D'après nature, ediciones Xavier Barral, París, 2010
- Alain Bergala y Jean Gaumy (2010). Jean Gaumy (Photo Poche edición). París: Actes Sud. ISBN 978-2-7427-9158-3. Archivado desde el original el 17 de agosto de 2016. Consultado el 2 de octubre de 2016.

## Filmografía
- La Boucane (1985), documental en color de 37 minutos. Formato 16 mm mm. Propuesto para el premio César al mejor cortometraje documental en 1986. Primer premio en el Festival de cine etnológico (París, 1984). Su primera emisión fue en el Canal+.

- Jean-Jacques, chronique villageoise (Jean-Jacques, crónica aldeana) (1987); documental en color de 52 min. Formato 16 mm mm. Premio a la película documental en el Festival de Belfort de 1987. Seleccionada en el Festival du Réel (París, 1988). Seleccionada en el Festival Margaret Mead (Nueva York, 1988). Primera emisión en el canal Arte.

- Marcel, prêtre (Marcel, sacerdote) (1994); documental en color de 42 min. Formato súper 16 mm mm. Seleccionada en el Festival du Réel (París, 1995). Primera emisión en el canal Arte.

- Sous- Marin (Submarino) (2006); documental en color, consta de 5 episodios de 26 min. en vídeo. Primera emisión en el canal Arte. Trata sobre la vida a bordo de un submarino nuclear de ataque sumergido durante 4 meses en una misión secreta en el círculo polar Ártico.

### Exposiciones individuales
- 1972. Aquí o en otro lugar, Teatro Maxime-Gorki, Le Grande-Quevilly, Francia.
- 1973. Trabajadores del mar, Casa de la cultura del Havre, Francia.
- 1976. Galería del instante, París.
- 1983. Los Encarcelados, galería Magnum, París.
- 1993 a 1995. El puente de Normandía, FNAC de Rouen, Caen y París-La Defense.
- 2002. Pleine Mer, museo nacional de la Marina, Palacio de Chaillot, París ; Festival Crónicas nómadas, Honfleur, Francia.
- 2003. Pleine Mer, museo nacional de la Marina, Ámsterdam ; Ben Rubi Gallery, Nueva York ; South Street Seaport Museum, Nueva York ; Centro portugués de la Fotografía, Oporto, Portugal.
- 2004. Pleine Mer, Fundación Caixa, La Coruña, España ; Casa das Artes, Vigo, España. Centre Portuario, Hamburgo, Alemania.
- 2005. Pleine Mer, Manoir du Tourp, Francia.
- 2006. Pleine Mer, El Quartz, Brest, Francia.
- 2009. Jean Gaumy. Royan-El Havre, 1955, instalación fotográfica en el piso testigo de Auguste Perret, El Havre, Francia.
- 2010. La tentazione del paesaggio, Filature de Caraglio, Italia.
- 2010. La Tentación del paisaje, Magnum Gallery, París.
- 2014. La Tentación del paisaje, abadía de Jumièges.

### Exposiciones colectivas
- 1975. Femenino cotidiano. Casa de la cultura del Havre, Francia.
- 1976. Exposición en Dieppe, Francia
- 1980. Fundación nacional de los artes plásticos y gráficos de París.
  - Salón de los independientes, Gran Palacio, París.
  - Joven fotografía : 45 bolsas, compras, encargos 1976-1980, Fundación nacional de la fotografía, Lyon, Francia.
- 1983. Visiones, Casa de la cultura del Havre, exposición del grupo Fotografías and Caux, El Havre, Francia.
- 1985. Museo de historia y de arte de Friburgo, exposición colectiva Magnum, Alemania.
- 1986. Men's Lives: The Surfmen and Baymen of the Southfork, Biblioteca del Congreso de Estados Unidos, Washington, Estados Unidos.
- 1987. Reportajes, 1985-1987, fotografías de América Central y de Irán, Lorient, Francia (cat. Encuentros fotográficos en Bretaña).
- 1987 / 1988. 3 fotógrafos, con Arnaud Legrain y Odile Pellissier, Centro de Arte de Flaine, Francia.
- 1994. Magnum Cine, Convento de los Cordeliers, París.
  - Retratados en altitud, Centro Pompidou, París.
- 1996. Magnum Paisajes, Le Bon Marché, París.
- 2000. Magnum°, Biblioteca Nacional de Francia, París (después Londres, Tokio, Nueva York, Roma y Berlín).
- 2002. Días de fret, Encuentros de Arlés, Francia.
- 2006. Compañeros de carretera (Depardon), Encuentros de Arlés, Francia